# Zinken (neerwaartse beweging)
Zinken is het dalen van een voorwerp in een vloeistof of gas, eventueel vermengd met een vaste stof. Een voorwerp zinkt als de massadichtheid daarvan groter is dan die van zijn omgeving. In een (be)zinkbekken zullen zand- en modderdeeltjes uit het instromende water naar de bodem zinken, en zo gescheiden worden van het “gezuiverde” water. 
Wanneer de dichtheid kleiner is dan dat van de omgeving, zoals bij bijvoorbeeld hout in water, dan drijft het voorwerp. Wanneer de dichtheid ongeveer gelijk is, wordt het in de natuurkunde zweven genoemd. Het principe van zinken, drijven en zweven wordt beschreven in de Wet van Archimedes.
Als een schip zinkt, spreekt men ook wel van 'schipbreuk'. Er zijn veel synonieme termen, zoals de 'ondergang' van een schip, 'vergaan', 'kelderen' of 'naar de haaien gaan'.